# Bořejov
Bořejov (německy Borschim) je malá vesnice a část obce Ždírec v okrese Česká Lípa. Nachází se asi 1,5 kilometru jihozápadně od Ždírce. Bořejov leží v katastrálním území Ždírec v Podbezdězí o výměře 5,44 km², na území chráněné krajinné oblasti Kokořínsko – Máchův kraj.

## Historie

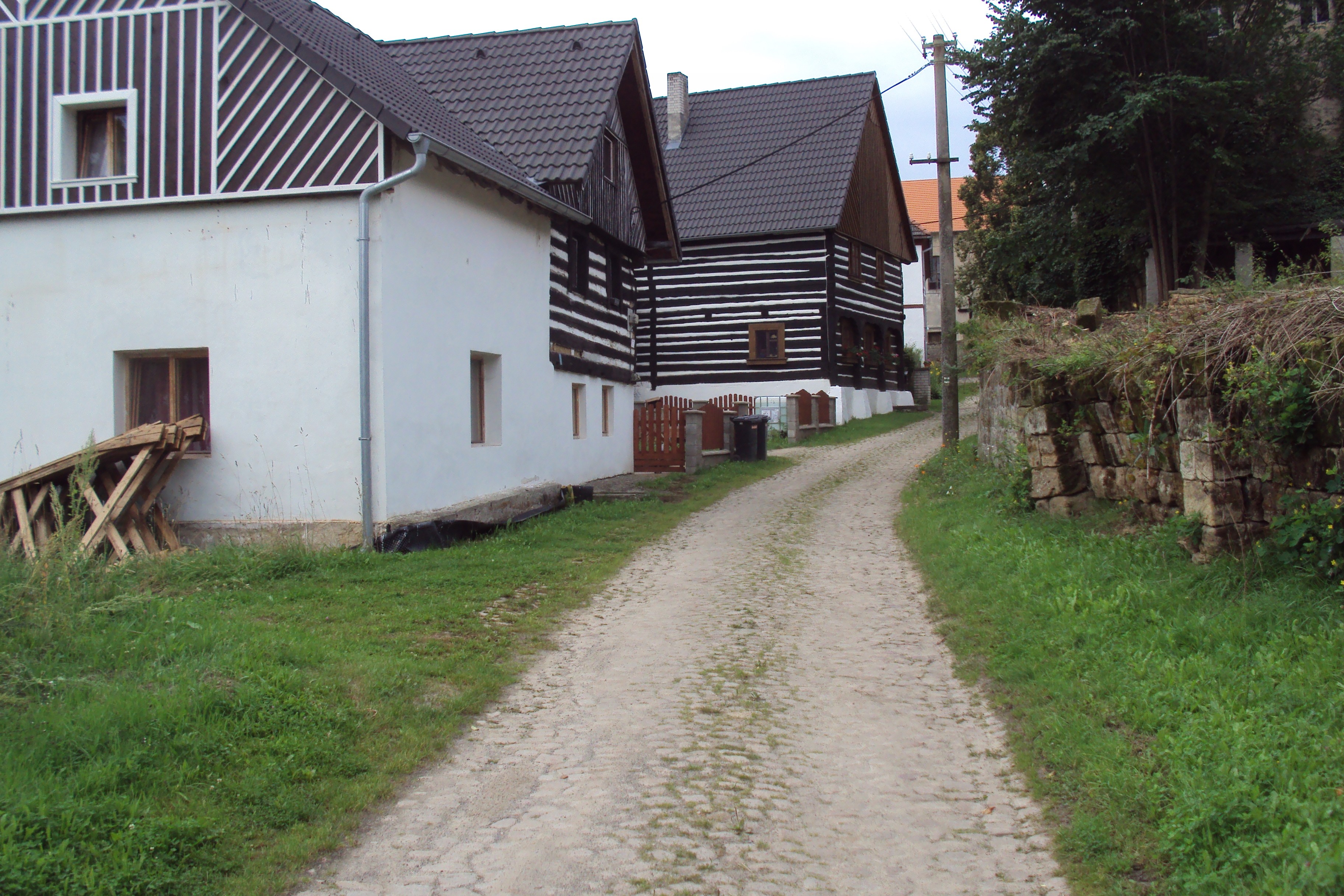
Cesta s památkově chráněnou dlažbou

Písemně je existence vsi doložena již ve 14. století. Zůstal zde zachován soubor památek lidové architektury, roubená fara z let 1725–1727 a kostel svatého Jakuba z počátku 18. století. Kostel byl postaven na místě, kde stála 400 let předtím gotická svatyně. Věž u kostela byla přistavěna v roce 1825. Patronátní právo nad kostelem měli zpočátku místní vladykové (např. Zdeněk Chumáč z Bořejova), později držitelé nedalekého hradu Housky. Do roku 1679 patřil Bořejov k Bezdězu. V roce 1699 byly založeny bořejovské matriky. V roce 1700 koupil panství Houska hrabě Jan Vilém Kounic, který nechal v Bořejově postavit nový kamenný kostel (na křtitelnici je uvedeno datum 1703).
Kostel byl v devadesátých letech 20. století značně zdevastován, od roku 2003 probíhá jeho obnova ve spolupráci s občanským sdružením Drobné památky severních Čech.

## Přírodní poměry
Nedaleko od vesnice se nachází Bořejovský vrch, pískovcový hřbet, protažený na severozápad směrem k Ždíreckému Dolu.

## Obyvatelstvo
Při sčítání lidu v roce 1921 ve vsi žilo 59 obyvatel (z toho 27 mužů), z nichž byli tři Čechoslováci a 56 Němců. Všichni se hlásili k římskokatolické národnosti. Podle sčítání lidu z roku 1930 měla vesnice osmdesát obyvatel: tři Čechoslováky a 77 Němců. Kromě jednoho evangelíka a jednoho člověka bez vyznání byli římskými katolíky.
| Rok            | 1869 | 1880 | 1890 | 1900 | 1910 | 1921 | 1930 | 1950 | 1961 | 1970 | 1980 | 1991 | 2001 | 2011 | 2021 |
| -------------- | ---- | ---- | ---- | ---- | ---- | ---- | ---- | ---- | ---- | ---- | ---- | ---- | ---- | ---- | ---- |
| Počet obyvatel | 84   | 73   | 66   | 78   | 82   | 59   | 80   | 42   | 60   | 29   | 20   | 15   | 17   | 12   | 18   |
| Počet domů     | 13   | 13   | 13   | 13   | 13   | 13   | 13   | 10   | 10   | 9    | 6    | 9    | 10   | 11   | 11   |

## Doprava
Ze Ždírce vede přes Bořejov zeleně značená turistická cesta směre, na Housku a po místní silničce je vedena i cyklotrasa č. 0015. V pracovní dny je  zajištěno autobusové spojení s okolními obcemi Ždírec a Blatce a s městem Dubá.

## Pamětihodnosti

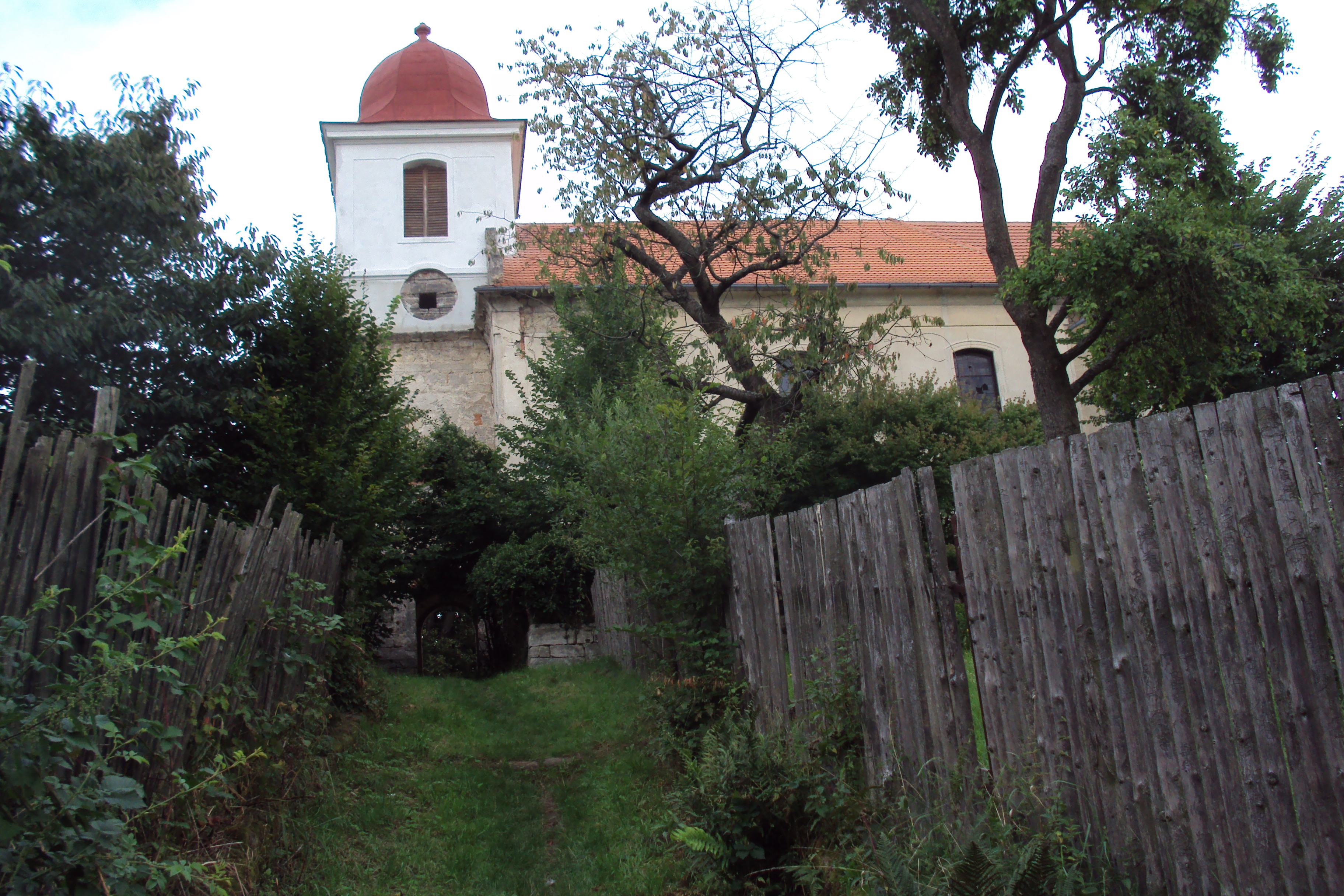
Kostel svatého Jakuba

- Barokní kostel svatého Jakuba Většího postavený na místě staršího dřevěného kostela ze 14. století.
- Roubená fara z 18. století. Areál fary zahrnuje roubený dům čp. 4 se zděnou chlévní částí a samostatně stojící dřevěnou stodolu.
- Venkovské usedlosti čp. 2 a 3 z 19. století
- Cesta s čedičovou dlažbou ze 17. až 19. století
- U kostela roste dvě stě let stará Bořejovská lípa.

## Bořejov ve filmu
V roce 2021 si režisérka Alice Nellis vybrala Bořejov pro exteriéry svého filmu Buko. Natáčení filmu, realizovaného v koprodukci s Českou televizí, zde probíhalo od poloviny srpna 2021 po dobu několika týdnů.